# Rhodostrophia erythema
Rhodostrophia erythema är en fjärilsart som beskrevs av Louis Beethoven Prout 1924. Rhodostrophia erythema ingår i släktet Rhodostrophia och familjen mätare. Inga underarter finns listade.